# Иноуэ Каору
Граф Иноуэ Каору (яп. 井上馨), 16 января 1836, Юда-онсэн — 1 сентября 1915, Окицу, Сидзуока) — японский государственный деятель, министр иностранных дел (1885—1887). заместитель премьер-министра и министр внутренних дел Японии (1892—1894).

## Биография
Родился в самурайской семье. Отец мальчика работал пажом правителя княжества. В детстве Иноуэ отдали приёмным сыном в род Сисидо, где он сменил имя на Тамон (яп. 聞多), но впоследствии снова вернулся к собственному роду Иноуэ.
В начале 1860-х годов Иноуэ был участником радикального общественного движения «Да здравствует Император, долой варваров!». В 1862 году совместно с Такасуги Синсаку он совершил нападение на британское посольство в Синагаве, однако в следующем году тайно выехал на стажировку в Англию. Благодаря этому оставил свои ксенофобские взгляды, убедившись в необходимости централизации и вестернизации Японии. С началом Симоносекской войны в 1864 году, он срочно вернулся на родину, где убеждал руководство княжества Тёсю отказаться от изоляционистской политики и сосредоточиться на свержении сёгуната Токугава. Для реализации этой цели молодой политик всячески способствовал заключению антисёгунатского союза Сацумы и Тёсю. Примкнул к прогрессивной партии и старался примирить недовольных с европейцами. В 1865 он отразил войско сёгуна и способствовал победе войск императора.
После реставрации Мэйдзи в 1868 году Иноуэ вошел в новое императорское правительство и был назначен на должности Императорского советника и главы Иностранной канцелярии. В 1869 году он стал главой управления торговли, а в 1871 года — вице-министром министерства финансов. В период посольства Ивакуры заграницей, Каору отошел на время от политики и основал торговое предприятие, что стало предшественником предприятия «Мицуи Буссан», составляющей концерна Мицуи.
В 1875 году Иноуэ вернулся в правительство и занял пост члена Сената. В том же году он исполнил обязанности чрезвычайного вице-посла Японии в Корее для улаживания последствий инцидента на Канхвадо. В 1878 году Иноуэ восстановился в должности Императорского советника и стал министром промышленности, а в следующем году получил пост министра иностранных дел. В 1884 году он во второй раз посетил Корею в качестве посла после переворота Капсин. Наряду с этим министр принял участие в создании всеяпонской почты и железной дороги, а также способствовал развитию японской промышленности и сельского хозяйства.
После введения в 1885 году премьерства и Кабинета министров Иноуэ постоянно находился в первых эшелонах власти. В первом правительстве Ито Хиробуми он занимал должность министра иностранных дел (1885—1887), в правительстве Куроды Киётаки был министром сельского хозяйства и торговли (1888—1889), во втором правительстве Ито Хиробуми служил министром внутренних дел и заместителем премьер-министра (1892—1894), а в третьем правительстве — министром финансов (1898).
На посту главы министерства иностранных дел Иноуэ вёл активную работу по пересмотру неравноправных договоров, которые Япония подписала с США и государствами Европы в 1858 году. В этой связи он поддерживал вестернизацию Японии, чтобы иметь возможность вести переговоры с иностранцами на равных. В 1883 году Иноуэ основал дворец Рокумэйкан, в котором ежесуточно принимал иностранных послов, устраивая роскошные приёмы. Эти меры помогли изменить негативный образ Японии в общественном сознании стран Европы и США, но вызвали резкую критику внутри Японии. Иноуэ имел также тесные связи с влиятельными финансовыми и торговыми лидерами страны, для консультаций с которым основал в 1883 году Общество радости (яп. 有楽会 юракукай). Особенно близкими были его отношения с корпорацией Мицуи. В 1900 году она наняла министра своим пожизненным советником, что позволило ему до конца жизни влиять на развитие самой корпорации и экономики страны.
В 1884 году, за заслуги перед государством, Иноуэ был приравнен к титулованной знати и получил титул графа. В 1907 году его повысили до маркиза. В промежутке между этими награждениями, 18 февраля 1904 года, Иноуэ получил звание гэнро, которое предоставляло ему широкие полномочия в политике.
1 сентября 1915 года скончался на своей вилле в городке Окицу (сегодня город Сидзуока в одноимённой префектуре).